# Dummy Boy (album)
Dummy Boy – debiutancki album studyjny amerykańskiego rapera, 6ix9ine, wydany 27 listopada 2018 roku przez Create Music Group. W utworach do albumu wystąpili raperzy: Bobby Shmurda, Nicki Minaj, Murda Beatz, Tory Lanez, Ye, A boogie Wit da Hoodie, Anuel AA, Gunna, DJ SpinKing oraz TrifeDrew.

## Certyfikaty
| Kraj              | Certyfikat      |
| ----------------- | --------------- |
| Stany Zjednoczone | platynowa płyta |
| Wielka Brytania   | srebrna płyta   |
| Włochy            | złota płyta     |
| Dania             | złota płyta     |

## Lista utworów
1. Stoopid (gościnnie: Bobby Shmurda)
2. Fefe (gościnnie: Nicki Minaj, Murda Beatz)
3. Tic Toc (gościnnie: Lil Baby)
4. Kika (gościnnie: Tory Lanez)
5. Mama (Nicki Minaj, Ye)
6. Waka (gościnnie: A Boogie Wit da Hoodie)
7. Bebe (gościnnie: Anuel AA)
8. Mala (gościnnie: Anuel AA)
9. Kanga (gościnnie: Ye)
10. Feefa (gościnnie: Gunna)
11. Tati (gościnnie: DJ SpinKing)
12. Wondo
13. Dummy (gościnnie: TrifeDrew)